# Campeonato Sub-20 de la OFC 2011
El Campeonato Sub-20 de la OFC de 2011 se celebró en Nueva Zelanda entre el 18 y 29 de abril de 2011. Participaron siete selecciones. El ganador del torneo clasificó a la Copa Mundial de Fútbol Sub-20 de 2011, celebrada en Colombia.

## Equipos participantes
| Equipos participantes | Equipos participantes | Equipos participantes | Equipos participantes |
| --------------------- | --------------------- | --------------------- | --------------------- |
| Fiyi                  | Nueva Caledonia       | Papúa Nueva Guinea    | Vanuatu               |
| Islas Salomón         | Nueva Zelanda         | Samoa Americana       |                       |

## Sedes
| Ciudad    | Estadio               | Capacidad |
| --------- | --------------------- | --------- |
| Henderson | Trusts Stadium        | 4.900     |
| Albany    | Estadio North Harbour | 25.000    |
| Auckland  | Kiwitea Street        | 5.000     |

## Resultados
- Los horarios corresponden a la hora de Nueva Zelanda (UTC +12).

### Primera fase

#### Grupo A
| País               | J | G | E | P | GF | GC | GD  | Pts |
| ------------------ | - | - | - | - | -- | -- | --- | --- |
| Vanuatu            | 3 | 3 | 0 | 0 | 14 | 2  | +12 | 9   |
| Fiyi               | 3 | 1 | 1 | 1 | 5  | 3  | +2  | 4   |
| Papúa Nueva Guinea | 3 | 1 | 1 | 1 | 7  | 6  | +1  | 4   |
| Samoa Americana    | 3 | 0 | 0 | 3 | 2  | 17 | −15 | 0   |

| 21 de abril de 2011, 10:30 | Vanuatu                                                                                       | 7:0 (3:0) | Samoa Americana | Centre Park, Auckland                                                |                                                                      |
|                            | J. Kaltak 15' · Stephen 25' · Chabot 39' 79' · B. Kaltak 61' · Kalip 67' · Moli-Kalontang 78' | Reporte   |                 | Asistencia: 500 espectadores Árbitro(s): Nelson Sogo (Islas Salomón) | Asistencia: 500 espectadores Árbitro(s): Nelson Sogo (Islas Salomón) |

| 21 de abril de 2011, 15:30 | Fiyi | 0:0     | Papúa Nueva Guinea | Centre Park, Auckland                                             |                                                                   |
|                            |      | Reporte |                    | Asistencia: 1.300 espectadores Árbitro(s): Kader Zitouni (Tahití) | Asistencia: 1.300 espectadores Árbitro(s): Kader Zitouni (Tahití) |

| 23 de abril de 2011, 10:30 | Fiyi | 0:2 (0:1) | Vanuatu                | Centre Park, Auckland                                              |                                                                    |
|                            |      | Reporte   | Kalip 20' · Kaltak 82' | Asistencia: 1.500 espectadores Árbitro(s): Norbert Hauata (Tahití) | Asistencia: 1.500 espectadores Árbitro(s): Norbert Hauata (Tahití) |

| 23 de abril de 2011, 13:00 | Samoa Americana    | 1:5 (0:3) | Papúa Nueva Guinea                                  | Centre Park, Auckland                                                         |                                                                               |
|                            | Taalenuu Faavi 54' | Reporte   | Embel 18' 46' 49' · Malagian 25' · Dabingyaba 90+2' | Asistencia: 1.250 espectadores Árbitro(s): Bertrand Billion (Nueva Caledonia) | Asistencia: 1.250 espectadores Árbitro(s): Bertrand Billion (Nueva Caledonia) |

| 25 de abril de 2011, 13:00 | Fiyi                                           | 5:1 (2:0) | Samoa Americana | Centre Park, Auckland                                           |                                                                 |
|                            | Ratu 39' · Salauneune 40' 48' 64' · Vukica 53' | Reporte   | Herrera 84'     | Asistencia: 800 espectadores Árbitro(s): George Bruce (Vanuatu) | Asistencia: 800 espectadores Árbitro(s): George Bruce (Vanuatu) |

| 25 de abril de 2011, 13:00 | Papúa Nueva Guinea              | 2:5 (0:3) | Vanuatu                                                 | Centre Park, Auckland                                                       |                                                                             |
|                            | Dabingyaba 70' · Komolong 90+2' | Reporte   | Kaltak 17' · Meltecoin 24' · Chabot 32' 66' · Kalip 56' | Asistencia: 800 espectadores Árbitro(s): Bertrand Billion (Nueva Caledonia) | Asistencia: 800 espectadores Árbitro(s): Bertrand Billion (Nueva Caledonia) |

#### Grupo B
| País            | J | G | E | P | GF | GA | GD  | Pts |
| --------------- | - | - | - | - | -- | -- | --- | --- |
| Nueva Zelanda   | 2 | 2 | 0 | 0 | 13 | 0  | +13 | 6   |
| Islas Salomón   | 2 | 1 | 0 | 1 | 3  | 4  | −1  | 3   |
| Nueva Caledonia | 2 | 0 | 0 | 2 | 1  | 13 | −12 | 0   |

| 21 de abril de 2011, 13:00 | Nueva Caledonia | 1:3 (1:1) | Islas Salomón                              | Centre Park, Auckland                                                  |                                                                        |
|                            | Kenon 6'        | Reporte   | Ifunaoa 28' (pen.) 58' (pen.) · Teleda 72' | Asistencia: 850 espectadores Árbitro(s): Peter O'Leary (Nueva Zelanda) | Asistencia: 850 espectadores Árbitro(s): Peter O'Leary (Nueva Zelanda) |

| 23 de abril de 2011, 15:30 | Islas Salomón | 0:3 (0:0) | Nueva Zelanda                            | Centre Park, Auckland                                              |                                                                    |
|                            |               | Reporte   | Lucas 52' · Rojas 62' (pen.) · Bevin 67' | Asistencia: 2.000 espectadores Árbitro(s): Averii Jacques (Tahití) | Asistencia: 2.000 espectadores Árbitro(s): Averii Jacques (Tahití) |

| 25 de abril de 2011, 15:30 | Nueva Zelanda                                                                         | 10:0 (8:0) | Nueva Caledonia | Centre Park, Auckland                                              |                                                                    |
|                            | Rojas 11' 16' · Lucas 13' · Musa 20' 21' 56' · Branch 30' 35' 37' · Thomas 66' (pen.) | Reporte    |                 | Asistencia: 1.600 espectadores Árbitro(s): Norbert Hauata (Tahití) | Asistencia: 1.600 espectadores Árbitro(s): Norbert Hauata (Tahití) |

### Segunda fase
|  | Semifinales           | Semifinales           |   |                       | Final                 | Final |  |
|  |                       |                       |   |                       |                       |       |  |
|  |                       |                       |   |                       |                       |       |  |
|  | Auckland, 27 de abril |                       |   |                       |                       |       |  |
|  | Vanuatu               | 3(2)                  |   |                       |                       |       |  |
|  | Islas Salomón         | 3(3)                  |   |                       |                       |       |  |
|  |                       |                       |   |                       |                       |       |  |
|  |                       |                       |   |                       | Auckland, 29 de abril |       |  |
|  |                       |                       |   |                       | Islas Salomón         | 1     |  |
|  |                       | Nueva Zelanda         | 3 |                       |                       |       |  |
|  |                       |                       |   |                       |                       |       |  |
|  |                       |                       |   |                       |                       |       |  |
|  |                       |                       |   |                       | Tercer lugar          |       |  |
|  | Auckland, 27 de abril | Auckland, 27 de abril |   | Auckland, 29 de abril | Auckland, 29 de abril |       |  |
|  | Nueva Zelanda         | 6                     |   | Vanuatu               | 2                     |       |  |
|  | Fiyi                  | 0                     |   |                       | Fiyi                  | 0     |  |

#### Semifinales
| 27 de abril de 2011 | Vanuatu                                | 3:3 (2:1) (t. s.)(2:3 p.)  | Islas Salomón                  | Kiwitea Street, Auckland |  |
|                     | Kalip 8' · Kaltak 78' · Shem 115'      |                            | Teleda 8' · Sae 78'            |                          |  |
|                     |                                        | Tiros desde el punto penal |                                |                          |  |
|                     | Jimmy · Kalip · Wilson · Naut · Chabot |                            | Tafoa · Saru · Samani · Felani |                          |  |

| 27 de abril de 2011 | Nueva Zelanda                                                                  | 6:0 (3:0) | Fiyi | Kiwitea Street, Auckland |  |
|                     | Sole 12' · Galbraith 36' · Lucas 40' · Chettleburgh 61' · Bevin 79' · Cain 89' |           |      |                          |  |

#### Tercer lugar
| 29 de abril de 2011 | Vanuatu          | 2:0 (2:0) | Fiyi | Kiwitea Street, Auckland |  |
|                     | Kaltak 15' 45+1' |           |      |                          |  |

#### Final
| 29 de abril de 2011 | Islas Salomón | 1:3 (1:1) | Nueva Zelanda                           | Kiwitea Street, Auckland |  |
|                     | Teleda 22'    |           | Chettleburgh 4' · Bevin 57' · Lucas 63' |                          |  |

## Goleadores
| Jugador         | Selección          | Goles |
| --------------- | ------------------ | ----- |
| Jean Kaltak     | Vanuatu            | 6     |
| Dakota Lucas    | Nueva Zelanda      | 4     |
| Himson Teleda   | Islas Salomón      | 4     |
| Pascal Chabot   | Vanuatu            | 4     |
| Didier Kalip    | Vanuatu            | 4     |
| Jone Salauneune | Fiyi               | 3     |
| Andrew Bevin    | Nueva Zelanda      | 3     |
| Nick Branch     | Nueva Zelanda      | 3     |
| James Musa      | Nueva Zelanda      | 3     |
| Marco Rojas     | Nueva Zelanda      | 3     |
| Lap Embel       | Papúa Nueva Guinea | 3     |